# Никон (Утин)
Архимандрит Никон (в миру Сергей Яковлевич Утин; 22 мая 1867, Тула — 2 апреля 1933, Тула) — обер-прокурор Судебного департамента Правительствующего сената, тайный советник, затем архимандрит Православной Российской Церкви.

## Биография
Родился в дворянской семье. Владелец 1000 десятин земли.
Окончил Александровский лицей с золотой медалью (1887).
Титулярный советник в Департаменте торговли и мануфактур (1887).
Младший чиновник Кодификационного отдела при Государственном совете, коллежский асессор (1890).
Товарищ прокурора Ревельского окружного суда (1892), директор Эстлянского губернского попечительного о тюрьмах комитета, надворный советник (1893).
Товарищ прокурора Новгородского (1894), затем Санкт-Петербургского (1895) окружных судов, коллежский советник (1897).
Прокурор Нижегородского окружного суда (1900).
Столоначальник 1-го департамента Сената, статский советник (1901).
Товарищ обер-прокурора Уголовно-кассационного департамента Правительствующего сената (1903), член особого совещания при Министерстве иностранных дел (1904), действительный статский советник.
Прокурор Новочеркасской (1906), затем Харьковской (1907) судебных палат.
Сенатор, обер-прокурор Судебного департамента Правительствующего сената, заведующий делами его 2-го общего собрания (1911), тайный советник (1913).
Член Совета эмеритальной кассы Министерства юстиции (1914). Член Предсоборного совещания, заместитель председателя его Комиссии по рассмотрению законопроекта о церковном суде, составитель «Церковного судебника» (1916).
В марте 1917 года уволен со службы по прошению. Холост.
Член Поместного Собора Православной Российской Церкви по приглашению Отдела о церковном суде в июне 1918 года, на Собор не прибыл.
С 1918 года монах и иеромонах.
С 1922 года архимандрит, настоятель Успенского кафедрального собора в Туле, боролся с обновленчеством.
В 1923 году арестован и затем уволен от должности.
В феврале 1933 года арестован и обвинён по ст. 58-11.
Скончался во время следствия в тульской больнице имени Н. А. Семашко.

## Награды
- Орден Святой Анны 3-й степени (1895).
- Орден Святого Александра Невского (1896).
- Орден Святого Станислава 2-й степени (1899).
- Орден Святой Анны 2-й степени (1901).
- Орден Святого Владимира 4-й степени (1904).
- Орден Святого Владимира 3-й степени (1910).
- Орден Святого Станислава 1-й степени (1912) степени.
- Орден Святой Анны 1-й степени (1914).